# Cantó de Gonfreville-l'Orcher
El cantó de Gonfreville-l'Orcher és un cantó francès del departament del Sena Marítim, situat al districte de Le Havre. Té 3 municipis i el cap és Gonfreville-l'Orcher.

## Municipis
- Gainneville
- Gonfreville-l'Orcher
- Harfleur

## Història
| Data d'elecció                           | Identitat       | Partit | Qualitat |
| ---------------------------------------- | --------------- | ------ | -------- |
| 1982-2004                                | Gérard Eude     | PCF    |          |
| 2004-                                    | François Guégan | PCF    |          |
| les dades anteriors no són pas conegudes |                 |        |          |
|                                          |                 |        |          |

## Demografia
| A partir de 1990: Població sense dobles comptes |